# Hernansancho
Hernansancho ist ein zentralspanischer Ort und eine Gemeinde (Municipio) mit 142 Einwohnern (Stand: 2024) in der Provinz Ávila in der Autonomen Region Kastilien-León. 

## Lage und Klima
Hernansancho liegt auf der Südseite der Sierra de Gredos in der Provinz Ávila in einer Höhe von ca. 900 m. 
Die Entfernung nach Ávila beträgt knapp 22 km (Fahrtstrecke) in südlicher Richtung. Das Klima ist gemäßigt bis warm; der Regen (ca. 532 mm/Jahr) fällt mit Ausnahme der trockenen Sommermonate übers Jahr verteilt.

## Bevölkerungsentwicklung
| Jahr      | 1970 | 1981 | 1991 | 2001 | 2011 | 2021 |
| Einwohner | 346  | 278  | 248  | 219  | 190  | 155  |

## Sehenswürdigkeiten

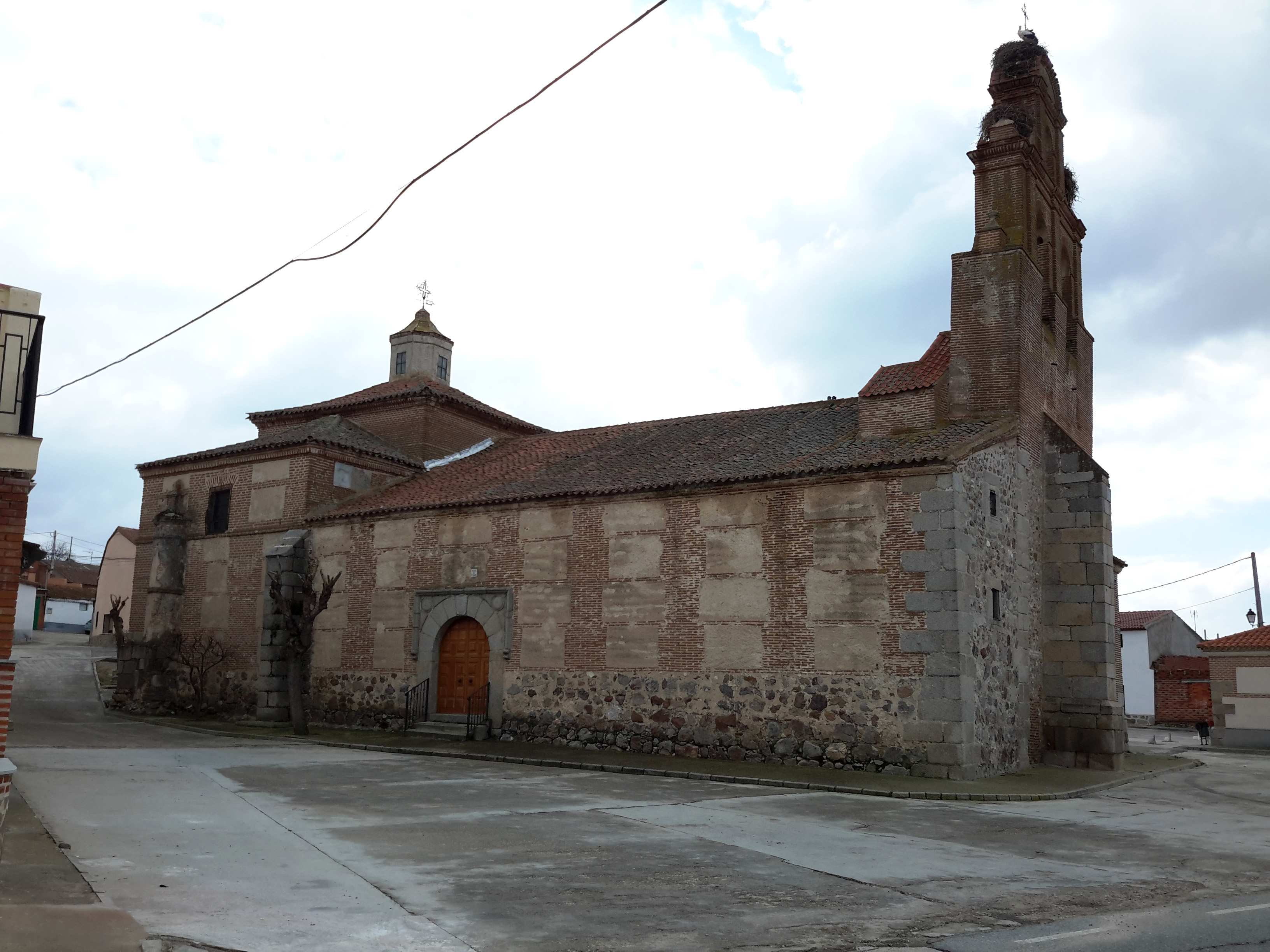
Martinskirche
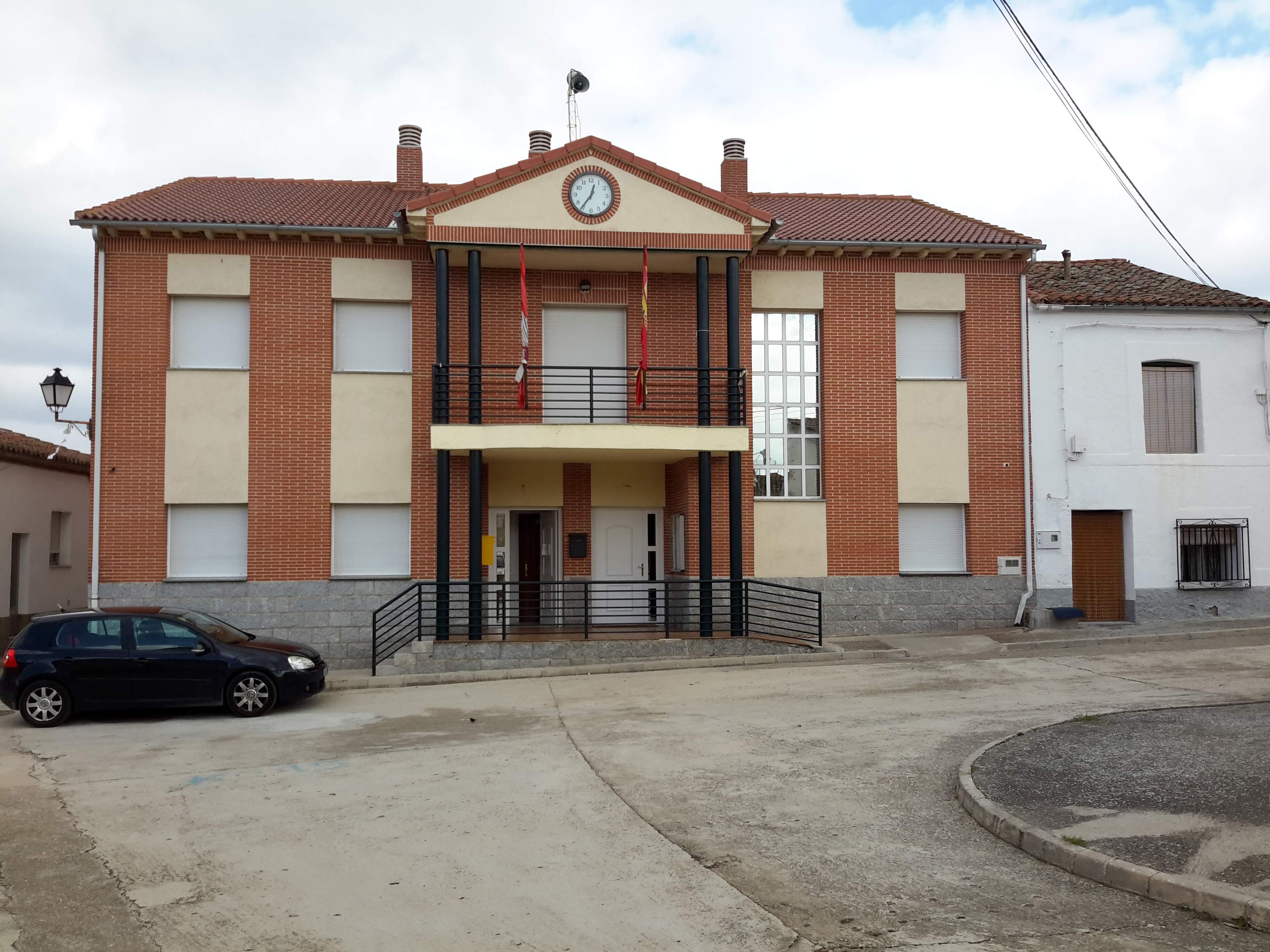
Rathaus

- Martinskirche
- Rathaus